# ألدو ماسولا
ألدو ماسولا (بالإنجليزية: Aldo Massola)‏ (9 سبتمبر 1910 - 6 يوليو 1975) هو عالم أنثروبولوجيا إيطالي أسترالي، كان أميناً لمتحف فيكتوريا الوطني في ميلبورن من 1954 إلى 1964، تجاوز فضيحة حياته الشخصية ليتفرغ بتأليف عدد من الكتب المؤثرة حول سكان كوري الأصليون في فيكتوريا.
ولد في روما بإيطاليا، وهاجر مع عائلته إلى ملبورن عام 1923.
على الرغم من أن عمله قد تم استبداله وتحديثه، إلا أنه لا يزال مهمًا نظرًا لدراساته الرائدة في هذا المجال. تشمل كتبه المنشورة: كهف بونجيل: أساطير وأساطير وخرافات السكان الأصليين في جنوب شرق أستراليا (1968) ؛ رحلة إلى السكان الأصليين فيكتوريا (1970) ؛ محطات رسالة السكان الأصليين في فيكتوريا (1970) والسكان الأصليين لجنوب شرق أستراليا كما كانوا (1971).